# Estoa del sureste (Atenas)
La Estoa sureste era una antigua estoa del Ágora romana de Atenas, Grecia. Estaba situada en el lado sureste del Ágora, al sur de la Biblioteca de Panteno. El nombre del edificio es moderno y se debe a su ubicación.
La estoa se construyó en la época romana en torno al año 100 d. C. Era de uso comercial. La estoa estaba construida en dirección noroeste-sureste y era de piedra caliza y mármol. La columnata estaba orientada hacia el oeste, hacia la vía Panatenaica. La columnata era del estilo jónico y constaba de unas 14 columnas. Detrás de la columnata, en la pared sur del edificio, había 11 salas. La estoa estaba dividida en dos partes, la norte con un piso inferior y la sur con un piso superior, ya que el edificio estaba construido en una pendiente que ascendía desde el Ágora al Acrópolis. En medio de la columnata había una escalera que comunicaba las dos partes.
Los cimientos del edificio y el estilóbato se han conservado hasta nuestros días.